# Bruce Hamilton (jégkorongozó)
Bruce Hamilton (Saskatoon, Saskatchewan, 1957. június 30. –) kanadai profi jégkorongozó, játékos megfigyelő és csapat tulajdonos.

## Pályafutása
Komolyabb junior karrierjét a WCHL-es Saskatoon Bladesben kezdte 1974-ben. 1977-ig volt a csapat tagja. 1975-ben és 1976-ban bejutottak a WCHL-döntőbe de nem tudtak tovább jutni a Memorial-kupa fináléjába. Az 1977-es NHL-amatőr drafton a St. Louis Blues választotta ki az 5. kör 81. helyén. A National Hockey League-ben sosem játszott. Felnőtt pályafutását az IHL-es Milwaukee Admirals kezdte 1977–1978-ban. Ebben az idényben játszott még két, szintén IHL-es csapatban is: Flint Generals, Port Huron Flags. A következő évben 32 mérkőzést játszott a Port Huron Flagsben. 1980-ban a Western International Hockey League-ben szereplő Spokane Flyers tagjaként elhódították az Allan-kupát, amiért a kanadai senior csapatok küzdenek. Végül 1981-ben, az Eastern Hockey League-es Baltimore Clippersből vonult vissza.

## Visszavonulás után
Az 1980-as években a volt nevelő egyesületénél töltött be játékos megfigyelő szerepet és másodedzői posztot. 1991-ben megalapította a Western Hockey League-es Tacoma Rockets csapatot, és minden fontos vezető szerepet ő töltött be. A csapat 1995-ben átköltözött Kelowába és Kelowna Rockets néven létezik. Jelenleg ő a tulajdonos és a general menedzser. 1998 és 2003 között a WHL-nek az elnöki tanácsába is beválasztották.